# Abcdefu
«Abcdefu» (estilizado en minúsculas, también conocido por su título editada para la radio "abc") es el sencillo debut de la cantante estadounidense Gayle, lanzado el 13 de agosto de 2021, a través de Atlantic Records y Arthouse Registros. Fue coescrito por Gayle con Sara Davis y David Pittenger, y producido por Pete Nappi.
Comercialmente, «Abcdefu» ha alcanzado el puesto número tres en el Billboard Hot 100. Fuera de los Estados Unidos, «Abcdefu» ha encabezado las listas en Austria, Finlandia, Alemania, Irlanda, Malasia, Noruega, Suecia, Suiza y el Reino Unido, mientras alcanza su punto máximo entre los diez primeros de las listas en Australia, Bélgica (Flandes), Canadá, Grecia, India y Nueva Zelanda. También ha llegado al top 20 en Sudáfrica, Hungría y los Países Bajos, al top 40 en Dinamarca e Italia, así como al top 100 en Francia y España.

## Antecedentes y promoción
La canción marca el primer sencillo lanzado de la cantante de 17 años, nacida en Dallas, bajo el sello discográfico de Atlantic Records en 2021. Según Gayle, la canción "vino de un lugar en el que me esforzaba tanto por ser la ex novia agradable y respetuosa, hasta el punto en que me estaba afectando negativamente". En una entrevista para Tongue Tied Mag, Gayle explica la inspiración detrás de la canción, diciendo, "después de que rompimos, estaba probando si realmente era muy difícil ser una buena persona. Como sobrecompensar por ello. Como la semana después de que rompimos, lo llamé y le dije '¡oye amigo!' y '¡¿qué pasa mi amigo?!". El 31 de marzo de 2021, Gayle reveló en Instagram que se había dislocado el dedo medio y que la radiografía del hospital se usó para la carátula del sencillo..
La canción consiguió ser un éxito masivo en el mainstream a pocos meses de lanzamiento, superando las 100 millones de transmisiones globales en diciembre de 2021. La cantante desde entonces ha lanzado varias versiones diferentes de la canción, incluyendo el demo, una "versión tranquila", y una "versión más enojada".

## Composición
Según la partitura digital publicada en musicnotes.com por Warner Music Publishing, «Abcdefu» está escrito en Mi mayor con un tempo de 122 beats por minuto. El título de la canción y letra es un juego  de palabras que incorporan las primeras seis letras del alfabeto con la adición de la U para formar un acrónimo para una frase profana i.e. FU ((Fuck You!).
Sónicamente, la canción se caracteriza por "sonidos minimalistas" y "trabajo de guitarra irregular", mientras que "alcanza su clímax con un coro masivo para cantar"..

## Recepción de la crítica
La canción de Gayle ha sido un hit viral en plataformas como TikTok e Instagram. Emily Zemler de Rodar Stone alabó la pasión de Gayle  vivo renditions de la pieza. April Bredael de Tongue Tied Magazine pensó que "la canción añade a una lista de crecer de accomplishments" del cantante con pistas que es "auténtico, sincero, y unapologetic".

## Listado de pistas
Descarga digital y streaming
1. "Abcdefu"  – 2:48

Descarga digital y streaming (Nicer version)
1. "Abc" (nicer)– 2:48

Descarga digital y streaming (Demo version)
1. "Abcdefu" (demo) – 2:35

Descarga digital y streaming (Chill version)
1. "Abcdefu" (chill) – 2:56

Descarga digital y streaming (Angrier version)
1. "Abcdefu" (angrier) – 2:39

Descarga digital y streaming (con Royal & the Serpent)
1. "Abcdefu" con Royal & the Serpent  @– 2:49

Descarga digital y streaming (The Wild Remix)
1. "Abc" (The Wild Remix) – 3:02

## Posicionamiento en las listas
| Chart (2021–2022)                                       | Peak position |  |
| ------------------------------------------------------- | ------------- |  |
| Australia (ARIA)                                        | 2             |  |
| Austria (Ö3 Austria Top 40)                             | 1             |  |
| Bélgica (Flandes) (Ultratop 50)                         | 2             |  |
| Bélgica (Valonia) (Ultratop 50)                         | 4             |  |
| Canadá (Canadian Hot 100)                               | 6             |  |
| CIS Airplay (TopHit)                                    | 33            |  |
| República Checa (Rádio Top 100)                         | 55            |  |
| República Checa (Singles Digitál Top 100)               | 3             |  |
| Dinamarca (Tracklisten)                                 | 9             |  |
| Finlandia (OFC)                                         | 1             |  |
| Francia (SNEP)                                          | 7             |  |
| 1                                                       | 1             |  |
| Global 200 (Billboard)                                  | 1             |  |
| Grecia (IFPI)                                           | 4             |  |
| Hungría (Single Top 40)                                 | 13            |  |
| Hungría (Stream Top 40)                                 | 4             |  |
| India (IMI)                                             | 5             |  |
| Irlanda (IRMA)                                          | 1             |  |
| Israel (Media Forest)                                   | 1             |  |
| Italia (FIMI)                                           | 9             |  |
| Japón Hot Overseas (Billboard Japan)                    | 9             |  |
| Lituania (AGATA)                                        | 2             |  |
| Malasia (RIM)                                           | 1             |  |
| Países Bajos (Dutch Top 40)                             | 3             |  |
| Países Bajos (Mega Single Top 100)                      | 4             |  |
| Nueva Zelanda (Recorded Music NZ)                       | 3             |  |
| Noruega (VG-lista)                                      | 1             |  |
| Perú (UNIMPRO)                                          | 103           |  |
| Polonia (Polish Airplay Top 100)                        | 39            |  |
| Portugal (AFP)                                          | 6             |  |
| Singapur (RIAS)                                         | 3             |  |
| Eslovaquia (Rádio Top 100)                              | 95            |  |
| Eslovaquia (Singles Digitál Top 100)                    | 5             |  |
| Sudáfrica (RISA)                                        | 20            |  |
| Corea del Sur (Gaon)                                    | 99            |  |
| España (PROMUSICAE)                                     | 39            |  |
| España ( Los 40 principales)                            | 1             |  |
| Suecia (Sverigetopplistan)                              | 1             |  |
| Suiza (Schweizer Hitparade)                             | 1             |  |
| Reino Unido (UK Singles Chart)                          | 1             |  |
| Estados Unidos Billboard Hot 100                        | 3             |  |
| Estados Unidos Adult Top 40 (Billboard)                 | 22            |  |
| Estados Unidos Hot Rock & Alternative Songs (Billboard) | 2             |  |
| Estados Unidos Mainstream Top 40 (Billboard)            | 11            |  |
| Estados Unidos Rock Airplay (Billboard)                 | 41            |  |

## Historia de lanzamiento
| Región         | Fecha                    | Formato                     | Versión                                                          | Sello                    | Ref.   |
| -------------- | ------------------------ | --------------------------- | ---------------------------------------------------------------- | ------------------------ | ------ |
| Varios         | 13 de agosto de 2021     | Descarga digital, streaming | Original                                                         | Atlantic                 | [ 14 ] |
| Varios         | 14 de agosto de 2021     | Descarga digital, streaming | Nicer                                                            | Atlantic                 | [ 15 ] |
| Varios         | 10 de septiembre de 2021 | Descarga digital, streaming | Demo                                                             | Atlantic                 | [ 16 ] |
| Varios         | 17 de septiembre de 2021 | Descarga digital, streaming | Chill                                                            | Atlantic                 | [ 17 ] |
| Varios         | 24 de septiembre de 2021 | Descarga digital, streaming | Angrier                                                          | Atlantic                 | [ 18 ] |
| Varios         | 19 de noviembre de 2021  | Descarga digital, streaming | Royal & the Serpent Remix                                        | Atlantic                 | [ 19 ] |
| Italia         | 26 de noviembre de 2021  | Contemporary hit radio      | Original                                                         | Warner                   | [ 66 ] |
| Estados Unidos | 7 de diciembre de 2021   | Contemporary hit radio      | Original                                                         | Atlantic                 | [ 67 ] |
| Rusia          | 28 de diciembre de 2021  | Contemporary hit radio      | Original                                                         | Atlantic                 | [ 68 ] |
| Varios         | 31 de diciembre de 2021  | Descarga digital, streaming | The Wild Remix                                                   | Atlantic                 | [ 20 ] |
| Varios         | 28 de enero de 2022      | CD                          | Original, Nicer, Demo, Chill, Angrier, Royal & the Serpent Remix | Atlantic, WarnerAtlantic | [ 69 ] |